# Lady Slim
Lady Slim, nombre artístico de Seymur Babayev (Bakú, 1 de abril de 1987), es una artista azerbayana, y la primera drag queen conocida de Azerbaiyán.

## Biografía
Seymur Babayev nació el 1 de abril de 1987 en Bakú. En su infancia mostró interés por el escenario. Tras finalizar su educación secundaria en 2004, se matriculó en la Facultad de Historia de la Universidad Estatal de Bakú. Aunque tenía una pasión por su especialidad, siempre sintió una atracción por el mundo del espectáculo.
Durante su tiempo en la universidad, Babayev descubrió el mundo del drag queen mientras estaba en Moscú en 2008. Inspirado por esta forma de expresión artística, se sumergió en ella, aprendiendo cada detalle y sutileza. Empezó a realizar sus primeras actuaciones en la escena moscovita, adquiriendo experiencia y destrezas.

Mi apodo Lady Slim lo creó mi madre. Cuando a mi madre se le ocurrió este nombre artístico me pareció muy original. Luego aparecieron los tés adelgazantes y las compresas femeninas. Era como si todos me estuvieran esperando.

En 2009 regresó a su ciudad, Bakú, trayendo y cultivando su propia identidad en el mundo del drag.

### Carrera artística

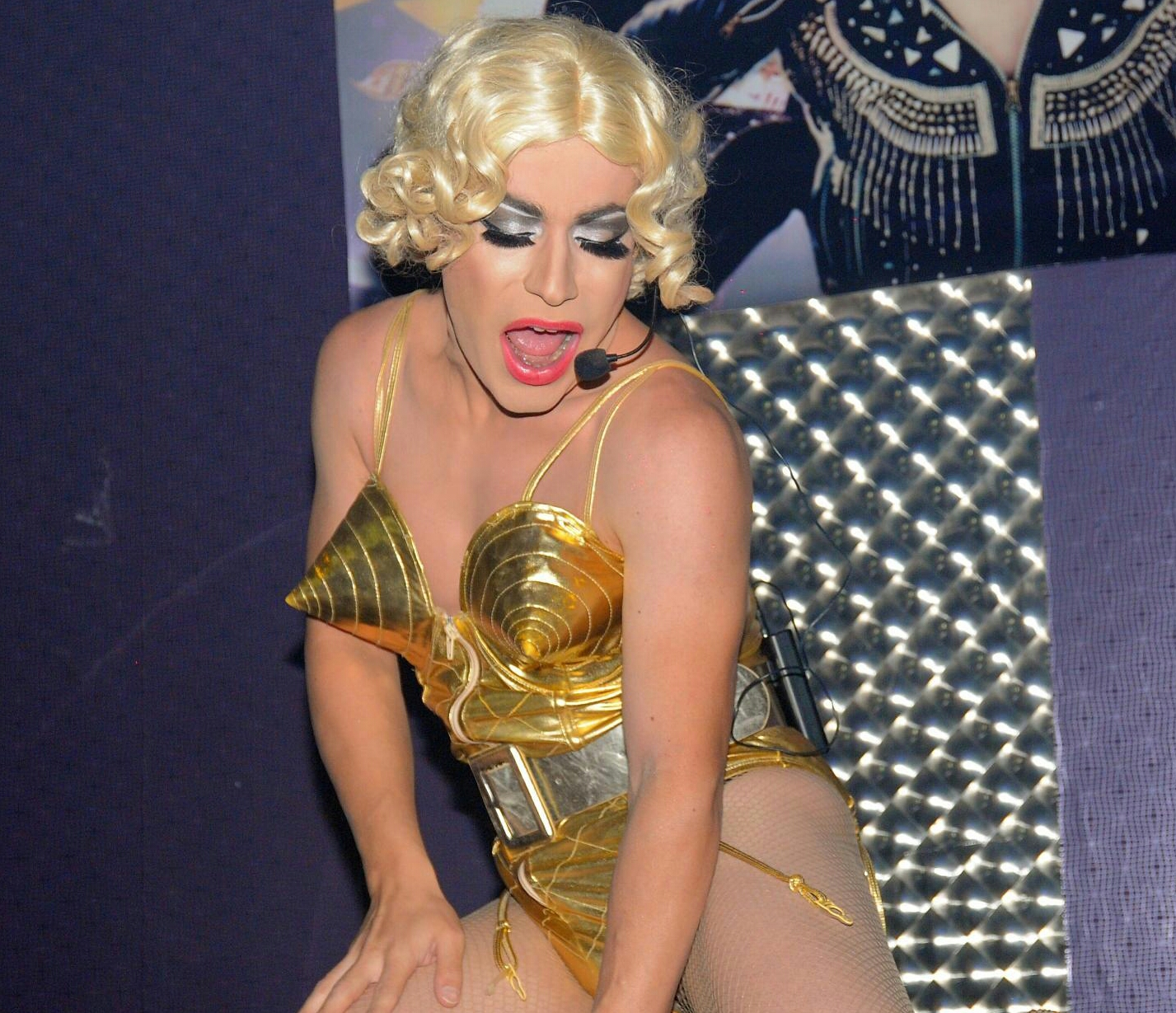
Lady Slim usando una imitación del corsé cónico de Madonna

En 2009, Lady Slim, pionera drag queen de Azerbaiyán, hizo su primera aparición en la televisión nacional a través de Space TV, uno de los principales canales del país. Antes de esto, representó a Azerbaiyán en una competencia internacional de drag queens en Odesa, Ucrania.
En dicha competencia, Lady Slim destacó, recibiendo los honores de «Viceprimera Miss Travesty International 2010» y «Miss Theme Club». Los expertos ucranianos elogiaron especialmente su participación en representación de Azerbaiyán, reconociendo su impacto histórico en el país. Uno de ellos comentó: «Hoy fue una gran oportunidad para otorgar un título del Club Temático a un participante de Azerbaiyán. De hecho, hizo historia al presentarse, ya que nunca antes había habido algo así en Azerbaiyán».
El espectáculo de Lady Slim también recibió el respaldo y apoyo de artistas profesionales de Azerbaiyán en ese momento, marcando un hito significativo en la escena del entretenimiento del país.
En 2011, Lady Slim se aventuró a Chisináu, la capital de Moldavia, para participar en el concurso internacional «Miss Flawless Queen», donde una vez más representó a Azerbaiyán. Su presencia en el escenario le valió el título de «Miss Elegant 2011».
En los años subsiguientes, aunque las actividades de Lady Slim aún no eran totalmente aceptadas en su país natal, su ascenso como artista drag en Azerbaiyán captó la atención de la comunidad internacional, como Open Society Foundations, por su trayectoria y en el impacto cultural que estaba generando.
Mirnaib Hasanov, cofundador de la Unión de Fotógrafos de Azerbaiyán, se embarcó en la tarea de documentar la vida de Lady Slim para Open Society Foundations. La película resultante está compuesta por una serie de fotografías que capturan tanto los momentos cotidianos como las escenas más vibrantes del artista. El objetivo principal de este proyecto era arrojar luz sobre las numerosas dificultades que enfrentó como el primer artista travesti en Azerbaiyán.
Entre sus figuras de inspiración se encuentran Lady Gaga, Ani Lorak y Madonna.

### Acoso y censura
Desde sus primeras apariciones en el escenario, Lady Slim ha sido objeto de acoso, censura y prohibición por parte del gobierno azerbaiyano. En una entrevista, ella reveló: «El motivo por el que ya no puedo aparecer en televisión es porque el productor del programa me informó que las autoridades estatales habían intervenido, prohibiéndome hacer apariciones en la prensa».
De hecho, uno de los funcionarios gubernamentales, que compartía el mismo apellido que Slim, le impuso la prohibición de utilizar su propio apellido en la televisión. Como solución temporal, se le permitió aparecer bajo el nombre de «Espectáculo de Babayev», basado en su apellido, hasta que adoptó finalmente el apodo artístico de Lady Slim.
Más tarde, a Lady Slim se le prohibió por completo aparecer en la televisión  y las grabaciones de las actuaciones fueron borradas de los sitios web de los canales y de las páginas de redes sociales. Los videos de las actuaciones anteriores de Lady Slim solo están disponibles en sus propios canales de redes sociales. Este incidente refleja la estricta postura del gobierno azerbaiyano hacia formas de expresión artística consideradas fuera de las normas establecidas. En un país donde las autoridades ejercen un control rígido sobre la cultura de masas, el arte independiente enfrenta numerosos obstáculos; según la BBC, el progreso del arte independiente en Azerbaiyán es prácticamente inexistente debido a la fuerte influencia conservadora del gobierno, que busca controlar la cultura de masas. El país se caracteriza por su tradicionalismo arraigado, donde se registran ataques contra la comunidad LGBTQ+ y donde las campañas por los derechos de las mujeres encuentran dificultades para avanzar. Además, los matrimonios precoces son una práctica común y las estructuras patriarcales predominan en la sociedad.
En este contexto, Lady Slim ha compartido en sus entrevistas más recientes que se ha visto limitada a realizar giras escénicas como única forma de expresión artística. Ella menciona: «Actualmente resido en el campo y frecuentemente viajó al extranjero para mis actuaciones. En el extranjero, encuentro públicos más receptivos y apreciativos hacia mi trabajo. Valorizan mi arte drag, lo encuentran fascinante y están más familiarizados con la cultura que representa».
A pesar de las dificultades en su país de origen, Lady Slim ha encontrado reconocimiento internacional. En 2021, medios franceses destacaron su historia como la primera drag queen de Azerbaiyán en un importante sitio web europeo dedicado al arte drag. Además, el fotógrafo francés Gregory Herpe capturó la esencia de Lady Slim en la obra titulada Ride the Snake que formó parte de su proyecto «Deep into Drag Queen». 

## Premios
- Miss Theme club (2010)[3]
- Miss travesti Internacional (2010)[3]
- Miss elegancia (2011)[13]